# Malaio do Cabo

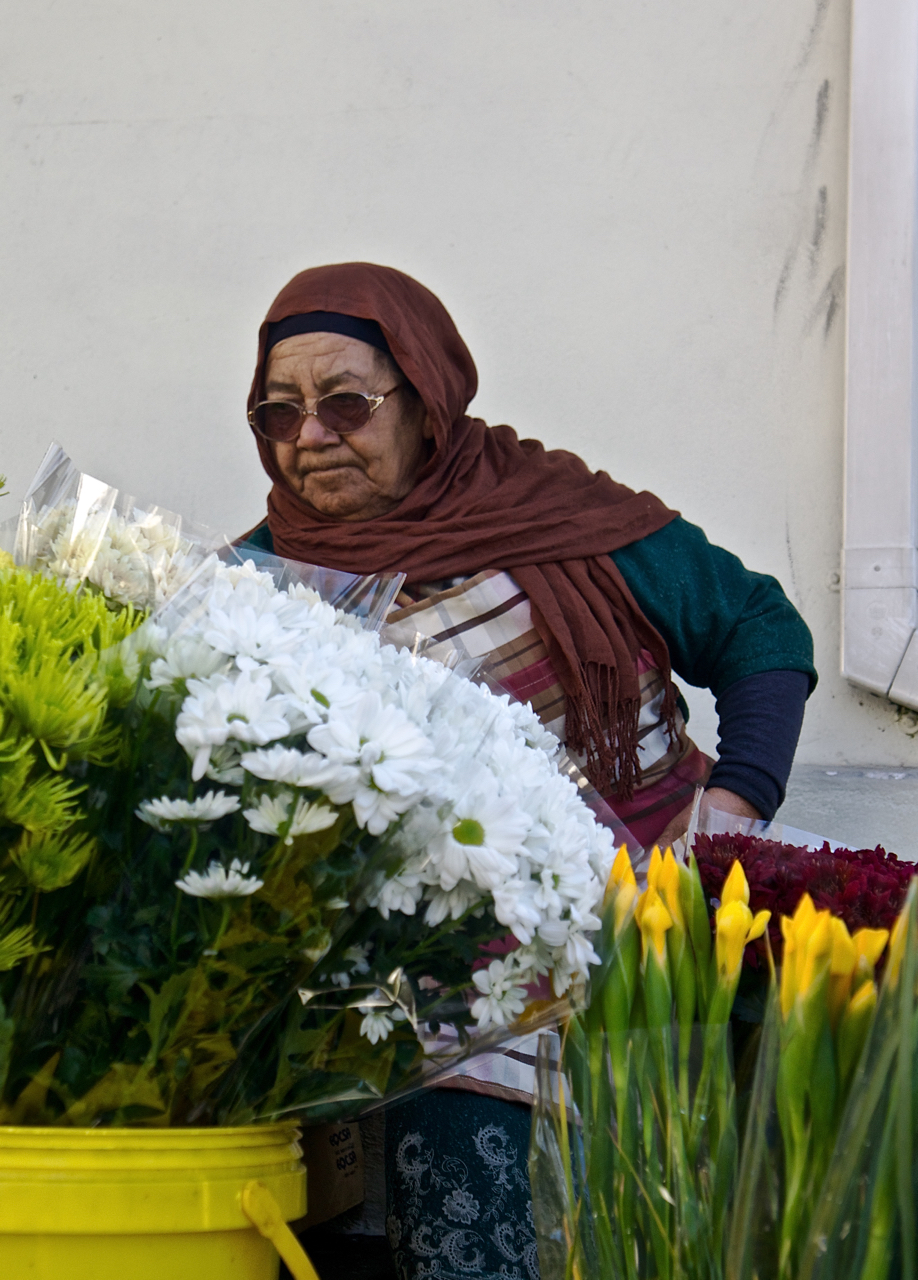
Malaia do Cabo.

Malaios do Cabo é a designação dada pelo regime do apartheid aos descendentes de javaneses — não malaios, que se encontravam sob domínio britânico — trazidos para a Colónia do Cabo (da África do Sul) pela Companhia Holandesa das Índias Orientais, durante o século XVII; nesse contexto, eram considerados um subgrupo dos mulatos ou coloured. A única característica distintiva deste grupo de pessoas era pertencerem tradicionalmente à religião muçulmana, considerando-se historicamente como os introdutores desta religião na África do Sul. Para além desta característica religiosa tradicional, os "malaios do Cabo" falavam preferencialmente a língua africâner, cultivavam uma música de origem neerlandesa (chamada por eles próprios "neerlandslied"), mas ofereceram àquela língua euro-africana várias palavras, muitas relacionadas com a culinária, como a palavra para banana, "pinseng", as espetadas "sosaties" e os guisados, ou "bredie".
Um aspecto interessante na sua música é estarem organizados no "Corpo dos Coros dos Malaios do Cabo", que agrega 38 coros.